# Отто фон Белов
Отто Ернст Вінцент Лео фон Белов (нім. Otto Ernst Vinzent Leo von Below; нар. 18 січня 1857, Данциг — пом. 15 березня 1944, Данциг) — німецький воєначальник Прусської армії, генерал від інфантерії німецької Імперської армії. Учасник Першої світової війни (1914–1918), воював на усіх Європейських фронтах, найбільш прославився в битві при Капоретто.

## Нагороди
- Рятувальна медаль (7 грудня 1870)
- Столітня медаль
- Хрест «За вислугу років» (Пруссія)
- Орден Корони (Пруссія) 2-го класу із зіркою
  - орден (17 січня 1909)
  - зірка (9 серпня 1911)
- Орден Червоного орла
  - 2-го класу з дубовим листям (22 січня 1911)
  - Зірка до ордена 2-го класу (18 січня 1914)
  - великий хрест (1 листопада 1917)
- Залізний хрест 2-го і 1-го класу
- Pour le Mérite з дубовим листям
  - орден (16 лютого 1915)
  - дубове листя (27 квітня 1917)
- Королівський орден дому Гогенцоллернів
  - командорський хрест із зіркою і мечами (24 липня 1915)
  - великий командорський хрест із зіркою і мечами (22 березня 1918)
- Військовий орден Святого Генріха, командорський хрест 2-го класу
- Орден Чорного орла (1 листопада 1917)
- Військовий орден Максиміліана Йозефа, великий хрест (4 листопада 1917)
- Орден Заслуг Прусської Корони (12 жовтня 1918)
- Почесний хрест ветерана війни з мечами